# Pat Spence
Patrick Dennis Spence, detto Pat (Queenstown, 11 febbraio 1898 – Johannesburg, 22 novembre 1983), è stato un tennista sudafricano.

## Carriera
Ha giocato per la maggior parte della sua carriera in Gran Bretagna, si era infatti trasferito ad Edimburgo dopo la prima guerra mondiale. Nel 1922 conquistò gli Scottish Championships e riuscì a difendere il titolo l'anno successivo.
Ha partecipato alle olimpiadi di Parigi 1924 dove venne sconfitto al quarto turno dal francese René Lacoste in tre set, lo stesso Lacoste gli impedì l'accesso alla finale del Roland Garros 1927. Ottenne due successi nel doppio misto, il primo nel 1928 sui campi in erba di Wimbledon quando in coppia con la plurivincitrice Elizabeth Ryan ruiscì a sconfiggere la coppia australiana formata da Daphne Akhurst e Jack Crawford; tre anni dopo conquistò gli Interanzionali di Francia in coppia con Betty Nuthall.
Tra il 1924 e il 1931 ha fatto parte della squadra sudafricana di Coppa Davis ottenendo quattordici successi a fronte di sette sconfitte.

## Finali del Grande Slam

### Doppio misto

#### Vittorie (2)
| Anno | Torneo                    | Compagno       | Avversari in finale                  | Punteggio     |
| 1928 | Torneo di Wimbledon       | Elizabeth Ryan | Daphne Akhurst Jack Crawford         | 7–5, 6–4      |
| 1931 | Internazionali di Francia | Betty Nuthall  | Dorothy Shepherd Barron Bunny Austin | 6–3, 5–7, 6–3 |